# Grundschule am Agilolfingerplatz

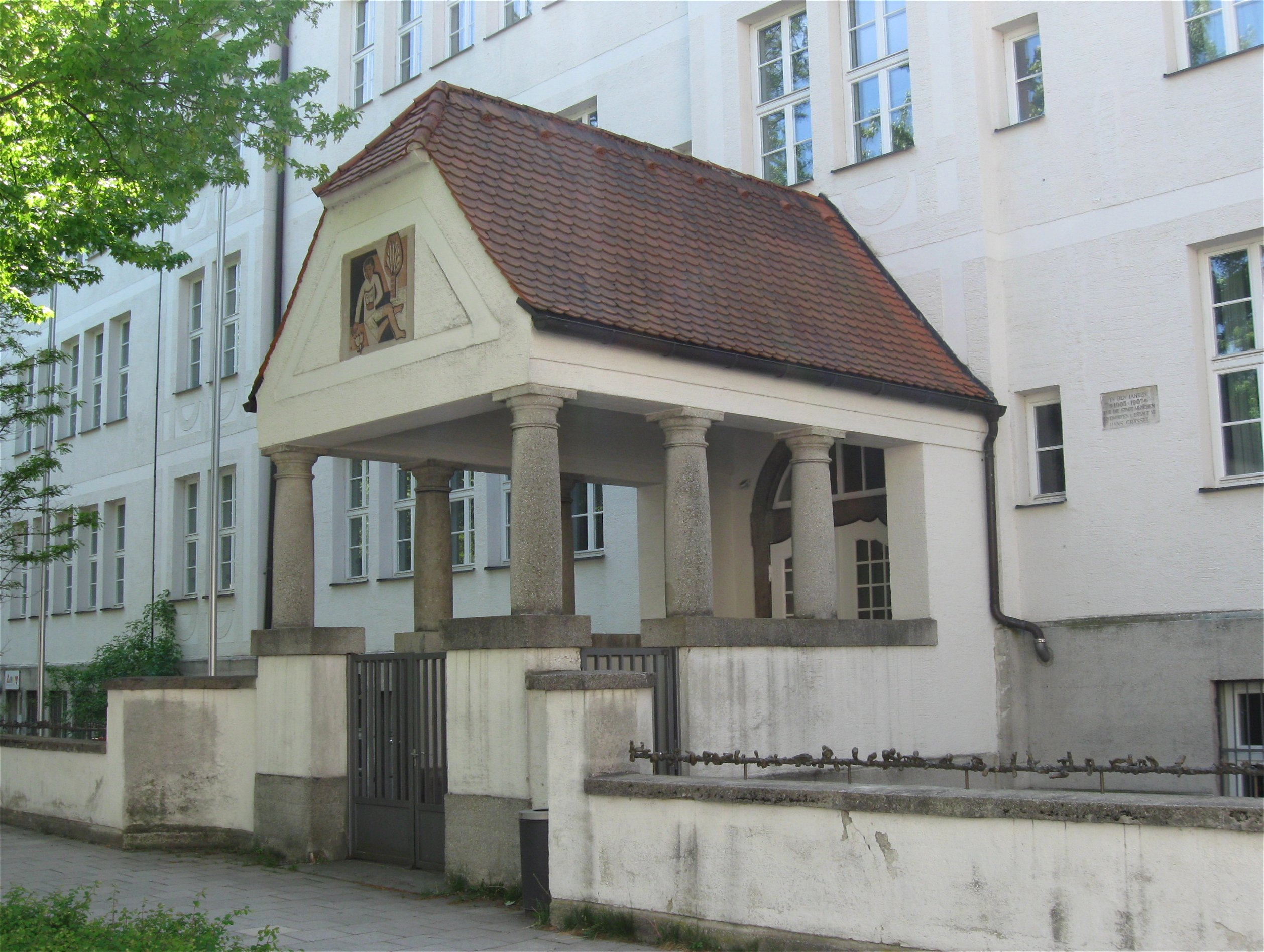
Eingang zur Schule

Die Grundschule am Agilolfingerplatz (auch: Agilolfingerschule) ist eine über 100 Jahre alte Grundschule im Münchner Stadtteil Untergiesing.

## Geschichte
Die Gebäude der Grundschule am Agilolfingerplatz wurde zwischen 1905 und 1907 nach den Plänen des Stadtbaurats Hans Grässel errichtet und war anfangs für 1700 Schüler konzipiert. Der Name der Schule geht auf das Adelsgeschlecht der Agilolfinger, der ersten bayerischen Herzogsdynastie, zurück. Die damalige Volksschule umfasste vorerst die Klassen 1 bis 6 und war in eine Jungen- und eine Mädchenschule unterteilt, die nicht nur getrennten Unterricht erhielten, sondern auch über separate Eingänge verfügten. Zusätzlich wurden bereits zu Beginn ein Kindergarten und ein Hort eingerichtet, auch eine Berufsschule fand Aufnahme im Gebäude. Während des Ersten Weltkriegs wurden die Schüler in die Volksschule am Kolumbusplatz verlegt, das Gebäude am Agilolfingerplatz diente in der Folgezeit als Lazarett für die Versorgung von Kriegsverletzten.
Auch während des Zweiten Weltkriegs kamen im Schulgebäude diverse Einrichtungen unter: Neben der erneuten Nutzung als Lazarett beherbergte die Schule zusätzlich eine Schreinerei und eine Möbelbeherbergungsstätte. In der Nacht vom 6. auf den 7. September 1943 zerstören Sprengbomben das Gebäude weitgehend, nur wenige Räume blieben benutzbar. Ein Jahr fiel der Unterricht aus, Hort und Kindergarten mussten in andere Gebäude verlagert werden.
Auch nach Kriegsende erlaubte das zerstörte Gebäude, in dem gerade einmal acht Klassenzimmer unversehrt geblieben waren, nur einen Unterrichtsumfang von sechs Stunden pro Klasse und Woche. Zu dieser Zeit stieg die Schülerzahl durch Flüchtlingskinder, die in der näheren Umgebung in Baracken untergebracht waren, an. Durch Reparaturen konnte die Zahl der verfügbaren Klassenzimmer Stück für Stück erhöht werden, eine Komplettrenovierung und die  vollständige Wiederherstellung des Gebäudes gelang allerdings erst 1957, zum 50-jährigen Jubiläum der Schule. Damals umfasste die Volksschule 20 Klassen, zusätzlich waren im Gebäude 60 Berufsschulklassen untergebracht.
Im Jahr 1968 wurde nach einer Elternumfrage das bei der Gründung der Schule aus hygienischen Gründen eingeführte Schulbaden abgeschafft. Ab diesem Jahr begann auch die schrittweise Umwandlung der bis dato bestehenden Volksschule (Klassen 1 bis 8) in eine Grundschule mit den Klassen 1 bis 4.
Die Berufsschule zog 1992 aus, 2001 verließ auch die griechische Schule den Agilolfingerplatz, so dass nunmehr Grundschule, Kindergarten, Hort, eine durch eine Elterninitiative getragene Mittagsbetreuung sowie der 1958 gegründete „Kindertreff Akku“ (Aktion Kommunikation Kultur Untergiesing) das Gebäude nutzen.
Ende 1998 stellte die Stadt München für die dringend notwendige Generalsanierung des inzwischen denkmalgeschützten Gebäudes 36,8 Mio. DM (etwa 29.600.000 Euro) bereit. Die Baumaßnahmen begannen im Juni 2001 und dauerten bis zum November 2003 an. Im Zuge der Sanierung, nach den Plänen des Münchner Architekturbüros Fischer + Steiger u. Partner Architekten mbB, wurden auch die Turnhallen neu errichtet. Beim Fassadenpreis der Landeshauptstadt München im Jahr 2004 wurde die Renovierung der barockisierenden Fassade mit einer „lobenden Erwähnung“ geehrt.